# Vietnams flag
Vietnams flag er et rødt flag med en gul stjerne. Flaget blev taget i brug som Nordvietnams flag 30. november 1955. Det blev Vietnams nationalflag efter genforeningen med Sydvietnam 2. juli 1976.
Den gule, femtakkede stjerne symboliserer Vietnams kommunistpartis lederskab. Den røde farve repræsenterer nationens blod og revolution.
De 5 takker i stjernen repræsenterer henholdsvis: bonden, soldaten, artisten, lægen og arbejderen. [kilde mangler]
| Flag | Spire Denne artikel om flag eller vexillologi er en spire som bør udbygges. Du er velkommen til at hjælpe Wikipedia ved at udvide den. |